# 2002中国电视体育奖
2002中国电视体育奖，是中国中央电视台为表彰2002年度中国体育人物而举办的评奖活动。2002年12月18日正式启动，2003年1月20日提名奖揭晓，2003年2月28日晚在在中央电视台一号演播厅举行颁奖典礼，主持人为宋世雄、孙小梅。本次颁奖典礼首次设立了中国体育荣誉墙。

## 提名及获奖名单
按现场颁奖顺序先后排列
     为最终获奖者
| 奖项               | 姓名                         | 项目             | 开/颁奖嘉宾                   |
| ------------------ | ---------------------------- | ---------------- | ----------------------------- |
| 最佳突破奖         | 江永华                       | 自行车           | 叶乔波、罗京/吴寿章、邱钟惠   |
| 最佳突破奖         | 刘翔                         | 110米栏          | 叶乔波、罗京/吴寿章、邱钟惠   |
| 最佳突破奖         | 姚明                         | 篮球             | 叶乔波、罗京/吴寿章、邱钟惠   |
| 最佳突破奖         | 杨扬                         | 短道速滑         | 叶乔波、罗京/吴寿章、邱钟惠   |
| 最佳突破奖         | 中国女子曲棍球队             |                  | 叶乔波、罗京/吴寿章、邱钟惠   |
| 最佳残疾人运动员   | 王晓福                       | 田径             | 桑兰、陶虹/王智均             |
| 最佳残疾人运动员   | 赵山元                       | 射击             | 桑兰、陶虹/王智均             |
| 最佳残疾人运动员   | 王芳                         | 田径             | 桑兰、陶虹/王智均             |
| 最佳残疾人运动员   | 汪涓                         | 田径             | 桑兰、陶虹/王智均             |
| 最佳残疾人运动员   | 孙海涛                       | 标枪、铁饼       | 桑兰、陶虹/王智均             |
| 最佳组合           | 申雪／赵宏博                 | 花样滑冰         | 朱迅、白岩松/王伟、周玲美     |
| 最佳组合           | 高凌/黄穗                    | 羽毛球           | 朱迅、白岩松/王伟、周玲美     |
| 最佳组合           | 宋敏/李仁杰                  | 体操技巧         | 朱迅、白岩松/王伟、周玲美     |
| 最佳组合           | 田亮/罗玉通                  | 跳水             | 朱迅、白岩松/王伟、周玲美     |
| 最佳组合           | 中国女子短道速滑3000米接力队 |                  | 朱迅、白岩松/王伟、周玲美     |
| 最佳新人           | 李娜                         | 自行车           | 吴天明、赵忠祥/楼大鹏、冯敬   |
| 最佳新人           | 孙东妮                       | 射击             | 吴天明、赵忠祥/楼大鹏、冯敬   |
| 最佳新人           | 谭雪                         | 女子击剑         | 吴天明、赵忠祥/楼大鹏、冯敬   |
| 最佳新人           | 吴鹏                         | 男子游泳         | 吴天明、赵忠祥/楼大鹏、冯敬   |
| 最佳新人           | 张楠                         | 女子体操         | 吴天明、赵忠祥/楼大鹏、冯敬   |
| 最佳教练           | 许海峰                       | 射击             | 倪萍、汪嘉伟/徐寅生、马燕红   |
| 最佳教练           | 宫鲁鸣                       | 中国女篮         | 倪萍、汪嘉伟/徐寅生、马燕红   |
| 最佳教练           | 金昶伯                       | 中国女子曲棍球队 | 倪萍、汪嘉伟/徐寅生、马燕红   |
| 最佳教练           | 辛庆山                       | 中国短道速滑队   | 倪萍、汪嘉伟/徐寅生、马燕红   |
| 最佳教练           | 赵戈                         | 游泳             | 倪萍、汪嘉伟/徐寅生、马燕红   |
| 最佳非奥项目运动员 | 诸宸                         | 国际象棋         | 敬一丹、张健/张彩珍、聂卫平   |
| 最佳非奥项目运动员 | 丁俊晖                       | 台球             | 敬一丹、张健/张彩珍、聂卫平   |
| 最佳非奥项目运动员 | 许昱华                       | 国际象棋         | 敬一丹、张健/张彩珍、聂卫平   |
| 最佳非奥项目运动员 | 赵雪                         | 国际象棋         | 敬一丹、张健/张彩珍、聂卫平   |
| 最佳非奥项目运动员 | 阿迪力                       | 高空钢丝行走     | 敬一丹、张健/张彩珍、聂卫平   |
| 最受欢迎女运动员   | 杨扬                         | 短道速滑         | 王涛、鞠萍/何慧娴、邹振先     |
| 最受欢迎男运动员   | 姚明                         | 篮球             | 王涛、鞠萍/何慧娴、邹振先     |
| 最佳团队           | 中国国家女子曲棍球队         |                  | 李玲蔚、翟俊杰/杨树安、宋晓波 |
| 最佳团队           | 中国射击队                   |                  | 李玲蔚、翟俊杰/杨树安、宋晓波 |
| 最佳团队           | 中国跳水队                   |                  | 李玲蔚、翟俊杰/杨树安、宋晓波 |
| 最佳团队           | 中国女子国际象棋队           |                  | 李玲蔚、翟俊杰/杨树安、宋晓波 |
| 最佳团队           | 八一军事五项队               |                  | 李玲蔚、翟俊杰/杨树安、宋晓波 |
| 最佳男运动员       | 李小鹏                       | 体操             | 王军霞、孙淳/张长明、董湘毅   |
| 最佳男运动员       | 李佳军                       | 短道速滑         | 王军霞、孙淳/张长明、董湘毅   |
| 最佳男运动员       | 刘翔                         | 110米栏          | 王军霞、孙淳/张长明、董湘毅   |
| 最佳男运动员       | 田亮                         | 跳水             | 王军霞、孙淳/张长明、董湘毅   |
| 最佳男运动员       | 姚明                         | 篮球             | 王军霞、孙淳/张长明、董湘毅   |
| 最佳女运动员       | 杨扬                         | 短道速滑         | 陈招娣、孙正平/段世杰、邓亚萍 |
| 最佳女运动员       | 郭晶晶                       | 跳水             | 陈招娣、孙正平/段世杰、邓亚萍 |
| 最佳女运动员       | 江永华                       | 自动车           | 陈招娣、孙正平/段世杰、邓亚萍 |
| 最佳女运动员       | 陶璐娜                       | 射击             | 陈招娣、孙正平/段世杰、邓亚萍 |
| 最佳女运动员       | 张怡宁                       | 兵乓球           | 陈招娣、孙正平/段世杰、邓亚萍 |
| 荣誉奖             | 中国滑冰协会                 |                  | 主持人/赵化勇、年维泗         |

## 文艺表演
- 舞蹈《鼓舞》 表演：红樱束女子打击乐队、国防大学女子军乐队
- 歌曲《青海湖放歌》 演唱：索朗旺姆、徐洋、谷峰
- 歌曲《我和我的祖国》 演唱：麦穗
- 大合唱《奥林匹克颂》 合唱：中国歌舞剧院合唱团、国家体育总局“体育之声”老年合唱团、中央电视台合唱团